# Robinien
Die Robinien (Robinia) sind eine Pflanzengattung in der Unterfamilie Schmetterlingsblütler (Faboideae) innerhalb der Familie der Hülsenfrüchtler (Fabaceae). Die Gattung umfasst etwa vier (bis zehn) aus Nordamerika oder Mexiko stammende Arten. In Europa findet man häufig die aus Nordamerika eingeführte Gewöhnliche Robinie (Robinia pseudoacacia).

## Beschreibung

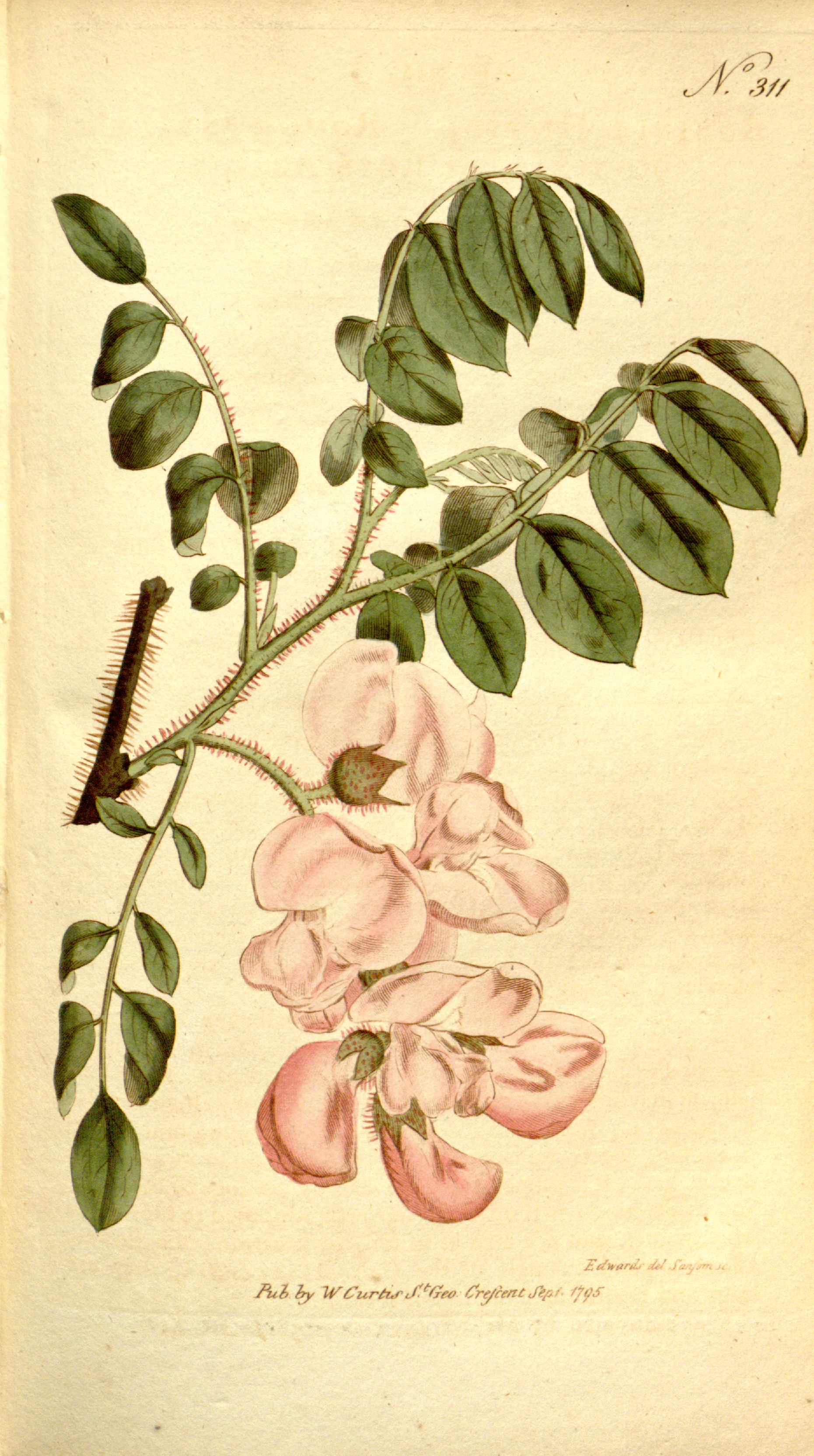
Illustration eines Zweiges der Borstigen Robinie (Robinia hispida) mit Blütenstand und Blättern

### Vegetative Merkmale
Robinien-Arten sind sommergrüne Bäume oder Sträucher. Sie bilden häufig Wurzelsprosse. Die oft etwas kantigen Zweige besitzen eine glatte, borstige oder klebrige Rinde. Die Knospen sind klein und nackt und in den Blattnarben geborgen, Endknospen fehlen.
Die Laubblätter sind wechselständig angeordnet. Die Blattspreite ist unpaarig gefiedert. Die Blättchen sind kurz gestielt und ganzrandig. Die Nebenblätter sind häufig borstig oder zu Dornen umgewandelt. An den Blättchen sind oft kleine Stipellen (Nebenblättchen) vorhanden.

### Generative Merkmale
Die Blüten stehen in seitenständigen, hängenden traubigen Blütenständen zusammen. Die Tragblätter sind häutig und fallen früh ab.
Die zwittrigen Blüten sind zygomorph und fünfzählig mit doppelter Blütenhülle. Die fünf Kelchblätter stehen glockenförmig zusammen, die zwei oberen Kelchzipfel sind schwach zu einer Kelchlippe verwachsen. Die Blütenkrone der Schmetterlingsblüten ist weiß, lila oder purpurrosafarben. Die fünf Kronblätter sind genagelt, die Fahne ist breit und zurückgebogen, die Flügel sind gebogen, das Schiffchen ist nach innen gebogen und stumpf. Von den zehn Staubblättern sind neun zu einer offenen Röhre verwachsen, eines steht frei. Die Staubbeutel sind alle gleich und öffnen sich mit einem Längsschlitz. Der gestielte Fruchtknoten enthält zahlreiche Samenanlagen. Der Griffel ist pfriemlich und im oberen Bereich behaart. Die Narbe ist klein und endständig.
Die sich zweiklappig öffnenden Hülsenfrüchte sind 5 bis 10 Zentimeter lang, stark abgeflacht, schmal länglich bis riemenförmig und zwischen den Samen mehr oder weniger eingeschnürt. Die braunen Samen sind bei einer Länge von 4 bis 5 Zentimeter schief eiförmig bis nierenförmig. Es ist keine Strophiole vorhanden. Hülsenklappen mit teilweise noch anhängenden Samen werden oft durch stärkere Luftströmungen verweht: Anemochorie.

## Systematik und Verbreitung
Der Gattungsname Robinia wurde 1753 von Carl von Linné in Species Plantarum, Tomus 2, Seite 722 für die aus Nordamerika stammende Art Robinia pseudacacia gewählt, die zuvor als Acacia Americana Robini bekannt war. Der Gattungsname Robinia ehrt den französischen Hofgärtner und Direktor des Jardin des Plantes in Paris Jean Robin (1550–1629), der die Art Robinia pseudacacia von Amerika nach Frankreich gebracht haben soll. Wahrscheinlicher ist, dass sein Sohn Vespasien Robin (1579–1662) diese Art aus Samen kultiviert hat, die er aus Amerika erhalten hatte.

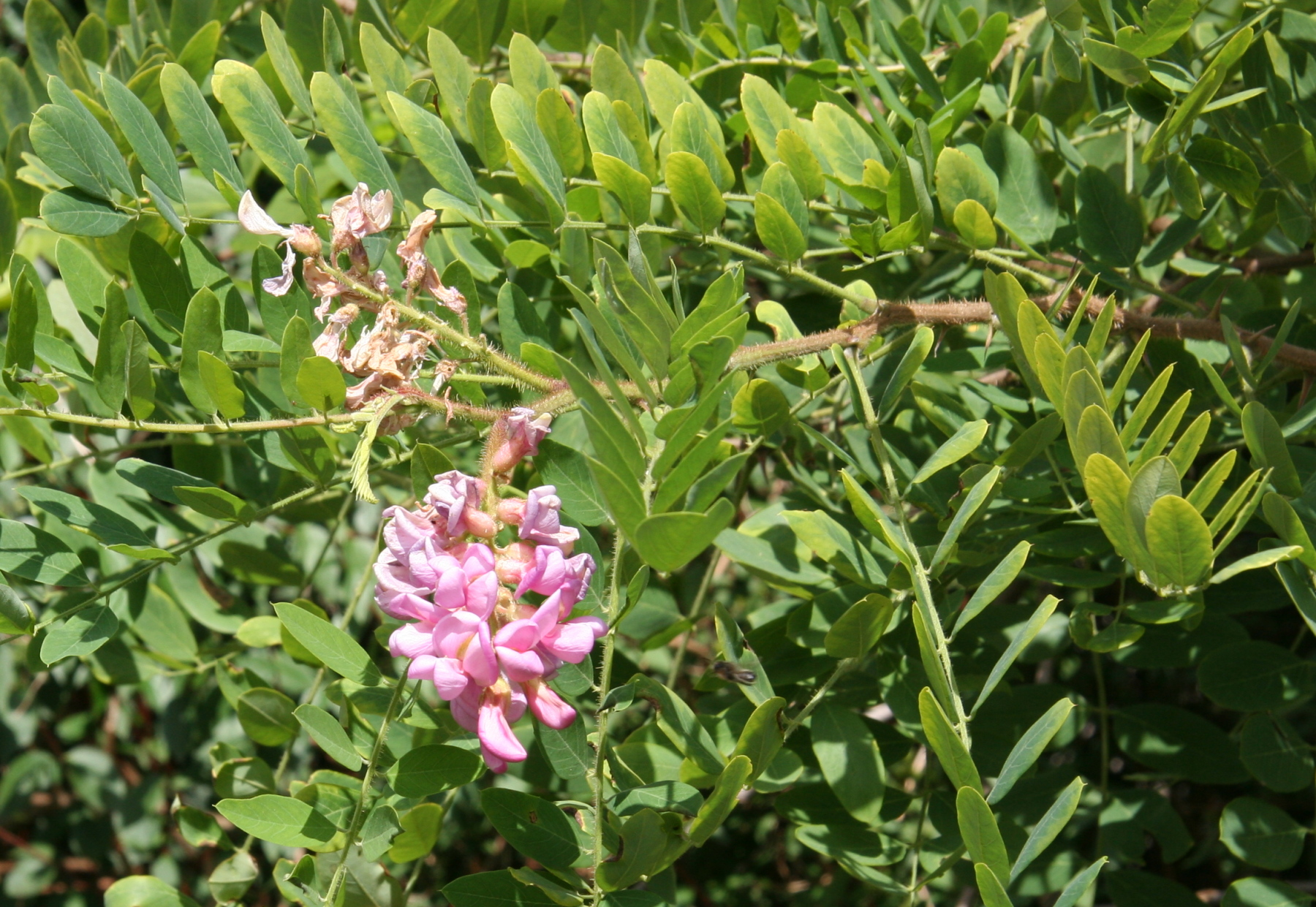
Blütenstand und Laubblätter der Neumexiko-Robinie (Robinia neomexicana)

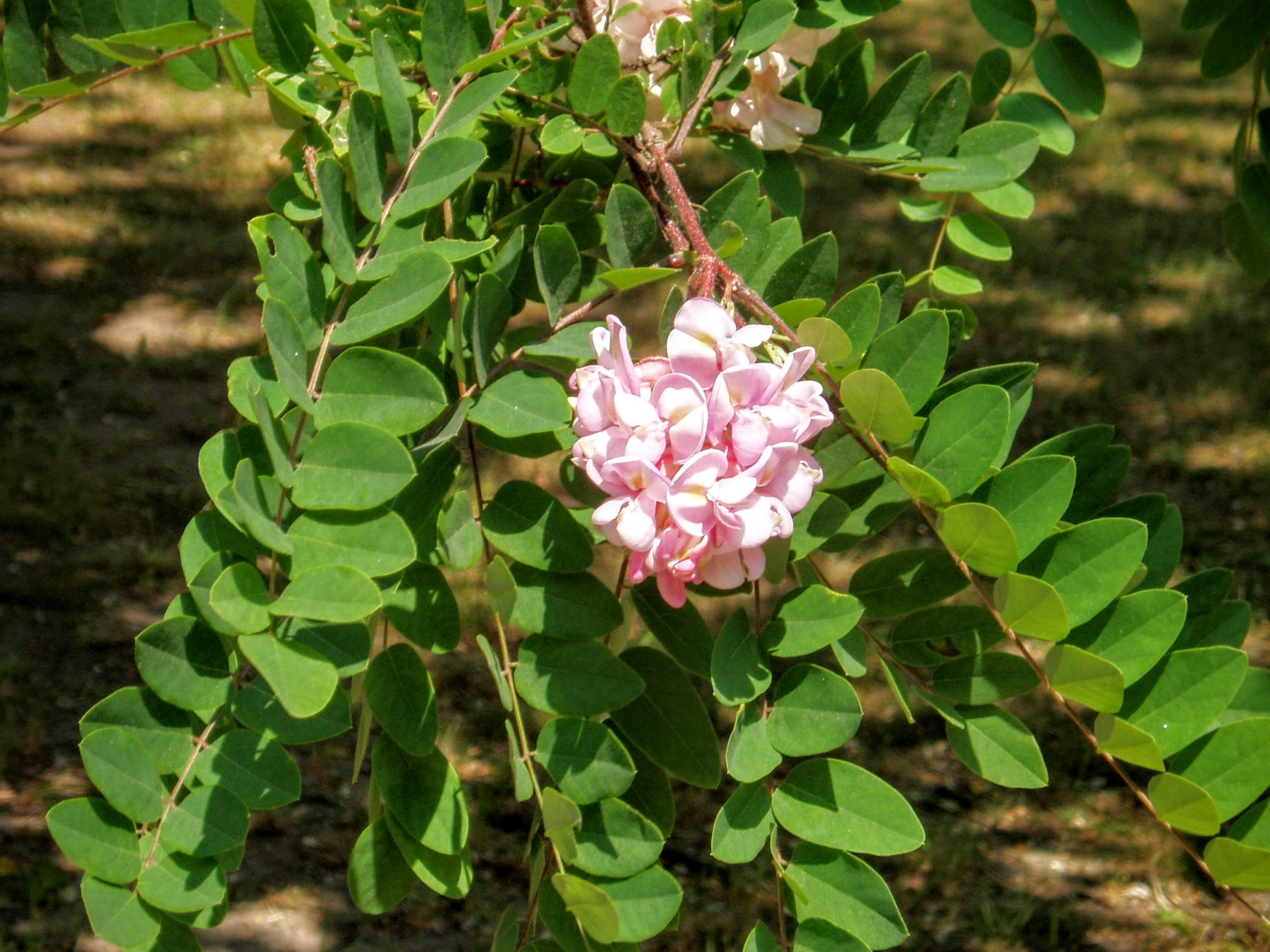
Gefiederte Laubblätter und Blütenstand der Klebrigen Robinie (Robinia viscosa)

Die Gattung Robinia gehört zur Tribus Robinieae in der Unterfamilie der Schmetterlingsblütler (Faboideae) innerhalb der Familie der Hülsenfrüchtler (Fabaceae). Die Gattung Robinia wurde 1753 von Carl von Linné in seinem Werk Species Plantarum erstveröffentlicht.
Das natürliche Verbreitungsgebiet liegt in Nordamerika und reicht südlich bis nach Mexiko.
Es sind vier Arten anerkannt:
- Borstige Robinie (Robinia hispida L.): Dieser 1,5 bis 3 Meter hohe Strauch ist in den Vereinigten Staaten, von Virginia bis Kentucky beheimatet.[5]
- Neumexiko-Robinie (Robinia neomexicana A.Gray): Dieser bis 2 Meter hohe Strauch ist ein Endemit in New Mexico.[5]
- Gewöhnliche Robinie (Robinia pseudoacacia L.), auch Falsche Akazie, Silberregen genannt: Sie kommt ursprünglich aus den östlichen USA. Es ist ein 20 bis 25 m hoher, sommergrüner Laubbaum, der Bienenweide ist.[5]
- Klebrige Robinie (Robinia viscosa Vent.): Dieser bis 12 Meter hohe Baum kommt aus dem Osten der USA.[5]

Es gibt mehrere Hybriden, darunter:
- Robinia ×ambigua Poir., Eltern sind Robinia pseudoacacia und Robinia viscosa, eine natürliche Kreuzung mit Verbreitungsgebiet von North-Carolina bis Alaska.
- Robinia ×holdtii Beissn., aus Robinia neomexicana und Robinia pseudoacacia entstanden.[7]
- Robinia ×margaretta Ashe, aus Robinia hispida und Robinia pseudoacacia entstanden.[5]

## Verwendung
Eine besondere Eigenschaft des Robinienholzes ist seine Witterungsbeständigkeit, die sogar jene der einheimischen Eiche übersteigt. Deshalb wird Robinienholz für Weidepfosten, Brücken- und Stegebau und für Konstruktionen im Außenbereich verwendet. Hervorragend sind auch seine Klangeigenschaften (Xylophone).
Die üppig blühenden Bäume werden als Zierpflanzen in Gärten und Parks verwendet. Die Blüten sind sehr reich an Nektar, einige Arten werden daher als Bienenweide gepflanzt. Außerdem finden Robinien Anwendung in der Homöopathie.